# 小南海大堰
小南海大堰是一个位于中国四川省黔江县的湖泊，面积约为2.74平方千米，蓄水量约为6700万立方米。